# Seitschen

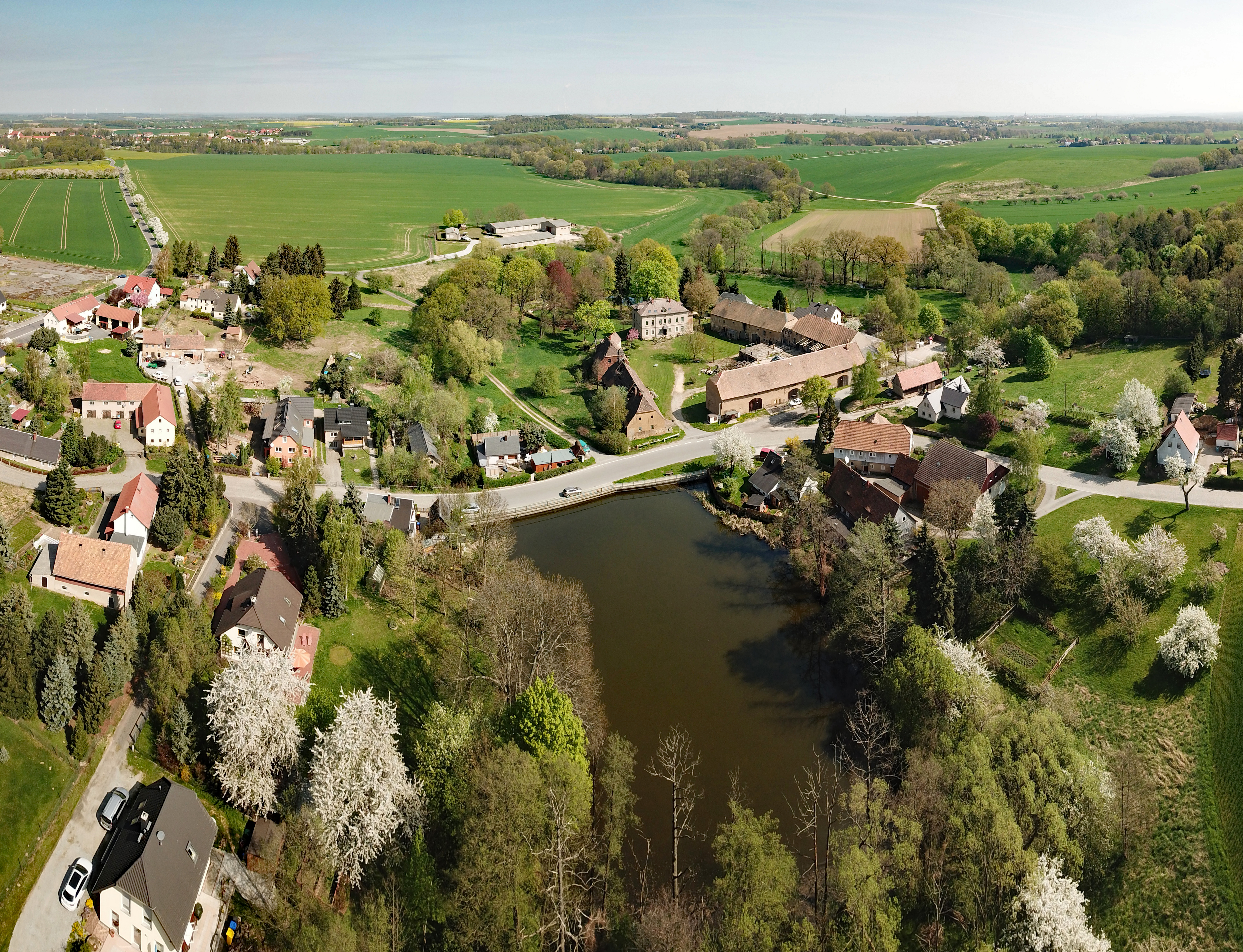
Luftbild

Seitschen, sorbisch Žičeńⓘ, früher auch Großseitschen, ist ein Dorf im Süden des Landkreises Bautzen in der sächsischen Oberlausitz. Der Ort gehört seit 1974 zur Gemeinde Göda und zählt zum offiziellen sorbischen Siedlungsgebiet. Seitschen wurde 1017 erstmals erwähnt und ist damit einer der am längsten bekannten Orte in der Region.

## Geografie

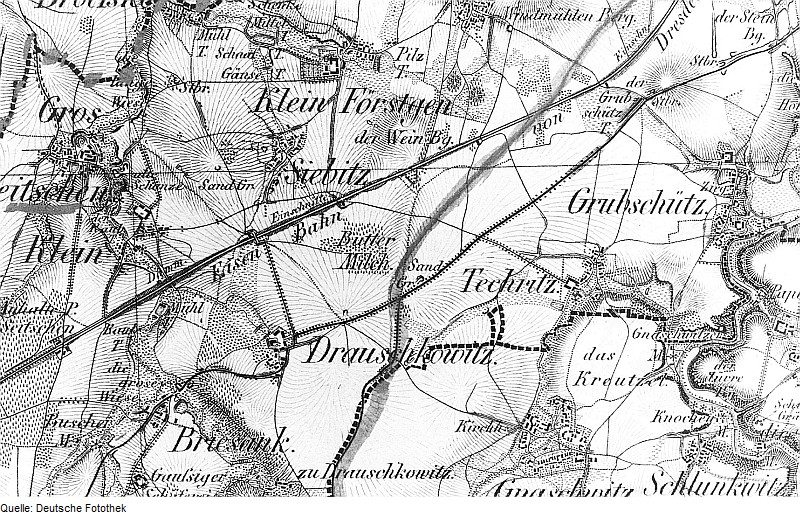
Groß- und Kleinseitschen auf der Oberreit-Karte von 1844/46

Der Ort befindet sich etwa acht Kilometer westlich von Bautzen und zwei Kilometer südlich des Gemeindezentrums Göda im Tal des Langen Wassers und am Rand des Oberlausitzer Berglands.
Das heutige Seitschen besteht aus zwei historischen Siedlungskernen, die auch heute noch deutlich voneinander unterschieden werden können. Das nördlichere Großseitschen am westlichen Ufer des Langen Wassers ist ein Gassendorf mit Gutshof und Dorfteich, das etwas südlichere Kleinseitschen dagegen eine Gutssiedlung am östlichen Ufer. Im ausgehenden 19. Jahrhundert wurden außerdem am Bahnhof Seitschen die ersten Gebäude einer dritten Siedlung errichtet, die im Laufe der Zeit gewachsen ist und ebenfalls zu Seitschen zählt. Südlich der Bahnstrecke, auf dem Weg nach Gaußig, steht die früher als Kleinseitschener Ortsteil gezählte Puschermühle.
Die Nachbarorte sind Göda im Norden, Siebitz im Osten, Brösang im Süden, Birkau im Westen und Semmichau im Nordwesten.

## Geschichte

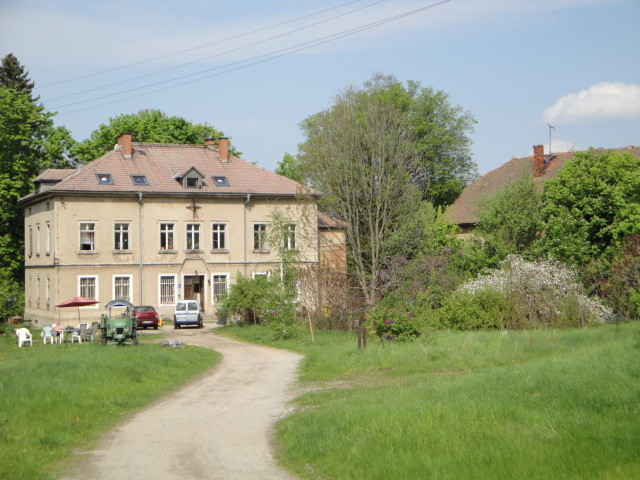
Der Seitschener Gutshof

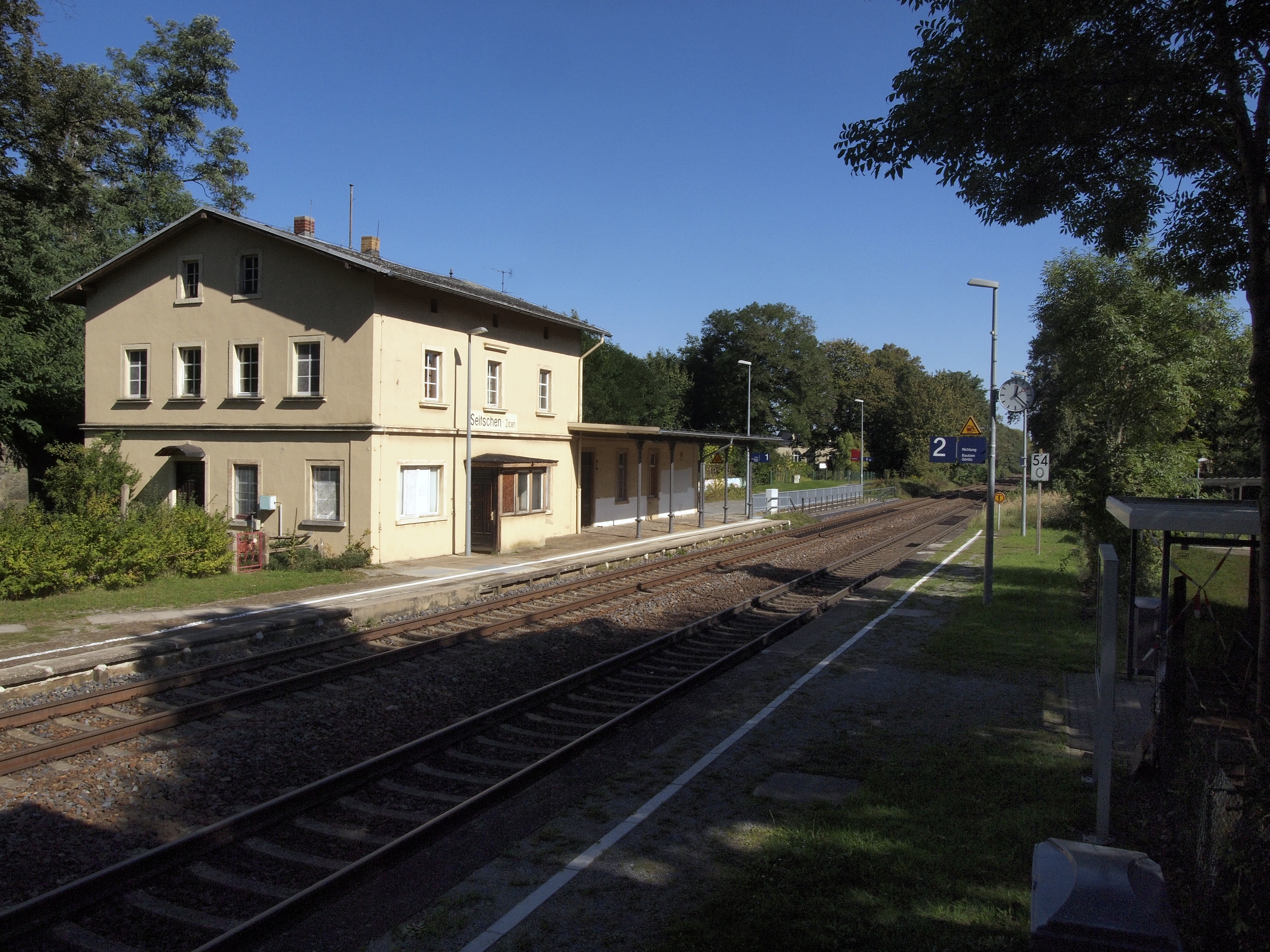
Haltestelle Seitschen

Seitschen wurde – möglicherweise – bereits 1017 erstmals als Sciciani durch Thietmar von Merseburg erwähnt. Die genaue Lage von „Sciciani“ ist jedoch wissenschaftlich nicht gesichert und umstritten, nach anderen Quellen soll sich dieser Ort in bzw. nahe bei Zinnitz in der Niederlausitz befunden haben.
Im Ort befinden sich jedoch die Reste eines alten Burgwalls, die auf eine deutlich ältere Besiedlung schließen lassen. In den Jahrhunderten darauf folgten Erwähnungen unter anderem als Sycene (1241) und Syczan (1423); 1440 erstmals die heutige Form. Die Erwähnungen beziehen sich dabei auf den als Burgward benannten Ortsteil Großseitschen, der durchgängig als Rittersitz erwähnt ist.
Kleinseitschen entstand ursprünglich als Vorwerk des Seitschener Gutes und wurde 1374 erstmals als Parva Zyczchen verzeichnet. Spätestens seit 1580 waren die Einwohner beider Orte evangelisch nach Göda gepfarrt. Zu diesem Zeitpunkt war aus dem Vorwerk bereits ein eigenständiges Rittergut Kleinseitschen geworden.
Obwohl nach Göda gepfarrt, gehörten die beiden Orte bis 1815 zum Markgraftum Oberlausitz (also bis 1635 zu Böhmen) und nicht wie der benachbarte Kirchort zum Landbesitz des Bistums Meißen, der 1559 auf das Kurfürstentum Sachsen übertragen wurde. So verlief die Staatsgrenze zwischen Sachsen und dem Königreich Böhmen zwischen 1559 und 1635 nördlich und östlich an Großseitschen vorbei.
Im Juli 1846 wurde die Bahnstrecke Görlitz–Dresden zunächst zwischen Bautzen und Dresden eröffnet und Seitschen mit einem südlich des Ortes gelegenen Haltepunkt an das sächsische Eisenbahnnetz angeschlossen. Ab 1847 waren Fahrten bis nach Görlitz möglich.
Bis zum 1. April 1936 bestanden Groß- und Kleinseitschen als eigenständige Landgemeinden; dann wurden sie zu einer Einheitsgemeinde Seitschen zusammengelegt, die am 1. Januar 1974 schließlich in Göda aufging.

### Bevölkerung
Der ältere Ortsteil Großseitschen ist seit jeher auch der einwohnerreichere. 1834 lebten hier 145, in Kleinseitschen 87 Einwohner. Im 19. Jahrhundert stiegen die Bevölkerungszahlen langsam, aber kontinuierlich. 1871 hatte Seitschen insgesamt 306 Bewohner (188/118), im Jahre 1910 317 (218/99) und 1925 waren es 324 (220/104). Einen sprunghaften Bevölkerungsanstieg gab es nach dem Ende des Zweiten Weltkrieges mit dem Zuzug zahlreicher Vertriebener aus den ehemaligen Ostgebieten. Die Bewohnerzahl stieg bis 1950 auf 529, um danach wieder leicht abzunehmen. Ein deutlicher Rückgang ist seit der Wiedervereinigung zu beobachten. Mit Stand Ende 2019 leben in Großseitschen 201, in Kleinseitschen 86 Menschen. Die Siedlung um den Bahnhof gehört zu beiden Gemarkungen, getrennt durch die Bahnhofstraße.
Für seine Statistik über die sorbische Bevölkerung der Lausitz ermittelte Arnošt Muka in den 1880er Jahren eine Bevölkerungszahl von 236 Einwohnern für Groß- und 104 für Kleinseitschen. In Großseitschen gab es mit 201 Sorben (85 %) und 35 Deutschen eine deutliche sorbische Mehrheit. In Kleinseitschen lebten 61 Sorben (59 %) und 43 Deutsche. Seitschen lag damals im geschlossenen Sprachgebiet des Obersorbischen. Seither ist der Gebrauch des Sorbischen jedoch stark zurückgegangen, besonders seitdem nach 1945 zahlreiche deutschsprachige Vertriebene in den Ort zogen. So zählte Ernst Tschernik 1956 in der gesamten Gemeinde Seitschen einen sorbischsprachigen Bevölkerungsanteil von nur noch 21,6 %.
Die letzten Angaben zur Konfessionsangehörigkeit stammen von 1925. Damals waren in beiden Ortsteilen fast alle Einwohner evangelisch-lutherisch. Nach dem Zensus von 2022 sind in der Gemeinde Göda 13,9 % katholisch, 32,4 % evangelisch und 53,7 % ohne Konfession oder gehören einer anderen Religionsgemeinschaft an. Daraus lassen sich jedoch keine Angaben für die einzelnen Teilorte herausfiltern, allenfalls eine Tendenz.

## Infrastruktur
Durch den Ort verläuft die Staatsstraße 107 (Göda – Gaußig). Die nächste Anschlussstelle der A 4 (Dresden – Wrocław) ist Salzenforst, sieben Kilometer nordöstlich. Seitschen verfügt zudem über einen Haltepunkt an der Bahnstrecke Görlitz–Dresden. Die Triebwagen halten montags bis freitags in der Regel stündlich in beide Richtungen, am Wochenende und an Feiertagen alle zwei Stunden. Betreiber ist bis Ende 2031 die Länderbahn unter dem Markennamen Trilex.

## Persönlichkeiten
- Adolf Curt von Prenzel (1799–1889), Generalleutnant, geboren in Seitschen
- Pětr Młónk (1805–1887), sorbischer Volksdichter, geboren in Seitschen